# Tour Down Under 2002
De Tour Down Under 2002 (Engels: 2002 Jacob's Creek Tour Down Under) was de vierde editie van de meerdaagse wielerwedstrijd die in en rondom Adelaide in Australië werd gehouden. Deze editie vond plaats van dinsdag 15 tot en met zondag 20 januari 2002.
De vierde overwinning bleef voor de derde keer in Australië. Na twee keer Stuart O'Grady, winnaar in 1999 en 2001, ging de zege dit jaar naar Michael Rogers, lid van het Australische AIS-team. Hij won de zesdaagse etappekoers met 21 seconden voorsprong op de Rus Aleksandr Botsjarov en 30 seconden voorsprong op zijn landgenoot Patrick Jonker.

## Startlijst
Er namen twaalf ploegen deel, die met elk acht renners aan de start verschenen.
| AIS (Australian Institute of Sport) | Domo-Farm Frites | Team Telekom    | La Française de Jeux |
| Team UniS-Australia                 | Lotto-Adecco     | Ag2r Prévoyance | Mapei-Quick·Step     |
| United Water                        | Team CSC-Tiscali | Credit Agricole | Saeco                |

## Etappe-overzicht
| etappe | datum      | start    | finish        | afstand  | winnaar        | klassementsleider |
| ------ | ---------- | -------- | ------------- | -------- | -------------- | ----------------- |
| 1e     | 15 januari | Glenelg  | Glenelg       | 47,0 km  | Robbie McEwen  | Robbie McEwen     |
| 2e     | 16 januari | Hahndorf | Strathalbyn   | 150,0 km | Michael Rogers | Fabio Sacchi      |
| 3e     | 17 januari | Willunga | Willunga      | 149,0 km | Robbie McEwen  | Fabio Sacchi      |
| 4e     | 18 januari | Unley    | Victor Harbor | 141,0 km | Robbie McEwen  | Fabio Sacchi      |
| 5e     | 19 januari | Gawler   | Tanunda       | 156,0 km | Cadel Evans    | Michael Rogers    |
| 6e     | 20 januari | Adelaide | Adelaide      | 90,0 km  | Robbie McEwen  | Michael Rogers    |

## Etappe-uitslagen
| rang | renner            | land | tijd |
| ---- | ----------------- | ---- | ---- |
| 1    | Robbie McEwen     | AUS  | ?    |
| 2    | Corey Sweet       | AUS  | zt   |
| 3    | Jans Koerts       | NED  | zt   |
| 4    | Max van Heeswijk  | NED  | zt   |
| 5    | Glenn D'Hollander | BEL  | zt   |

| rang | renner              | land | tijd |
| ---- | ------------------- | ---- | ---- |
| 1    | Michael Rogers      | AUS  | ?    |
| 2    | Fabio Sacchi        | ITA  | zt   |
| 3    | Andrea Tafi         | ITA  | zt   |
| 4    | Aleksandr Botsjarov | RUS  | zt   |
| 5    | Anthony Morin       | FRA  | zt   |

| rang | renner           | land | tijd |
| ---- | ---------------- | ---- | ---- |
| 1    | Robbie McEwen    | AUS  | ?    |
| 2    | Luca Paolini     | ITA  | zt   |
| 3    | Scott Sunderland | AUS  | zt   |
| 4    | Danilo Hondo     | GER  | zt   |
| 5    | Gene Bates       | AUS  | zt   |

| rang | renner        | land | tijd |
| ---- | ------------- | ---- | ---- |
| 1    | Robbie McEwen | AUS  | ?    |
| 2    | Danilo Hondo  | GER  | zt   |
| 3    | Jaan Kirsipuu | EST  | zt   |
| 4    | Baden Cooke   | AUS  | zt   |
| 5    | Andrea Tafi   | ITA  | zt   |

| rang | renner              | land | tijd   |
| ---- | ------------------- | ---- | ------ |
| 1    | Cadel Evans         | AUS  | ?      |
| 2    | Michael Rogers      | AUS  | + 0.16 |
| 3    | Daniele Nardello    | ITA  | + 0.25 |
| 4    | Aleksandr Botsjarov | RUS  | + 0.25 |
| 5    | Patrick Jonker      | AUS  | + 0.33 |

| rang | renner         | land | tijd |
| ---- | -------------- | ---- | ---- |
| 1    | Robbie McEwen  | AUS  | ?    |
| 2    | Julian Dean    | AUS  | zt   |
| 3    | Baden Cooke    | AUS  | zt   |
| 4    | Stefano Zanini | ITA  | zt   |
| 5    | Jaan Kirsipuu  | EST  | zt   |

## Algemeen klassement
| rang | renner              | land | tijd     |
| ---- | ------------------- | ---- | -------- |
| 1    | Michael Rogers      | AUS  | 16:59,44 |
| 2    | Aleksandr Botsjarov | RUS  | + 0.21   |
| 3    | Patrick Jonker      | AUS  | + 0.30   |
| 4    | Cadel Evans         | AUS  | + 0.40   |
| 5    | Daniele Nardello    | ITA  | + 0.58   |
| 6    | Paul Van Hyfte      | BEL  | + 3.14   |
| 7    | Stuart O'Grady      | AUS  | + 3.57   |
| 8    | Andrea Tafi         | ITA  | + 4.36   |
| 9    | Anthony Morin       | FRA  | + 4.40   |
| 10   | Steffen Wesemann    | GER  | + 5.28   |

## Uitvallers

### 2e etappe
- Ludovic Capelle (AG2r-Prevoyance)

### 3e etappe
- Henk Vogels (Australian Institute of Sport)

### 6e etappe
- Carlos Da Cruz (La Française des Jeux)[1]

1999 · 
2000 · 
2001 · 
2002 · 
2003 · 
2004 · 
2005 · 
2006 · 
2007 · 
2008 · 
2009 · 
2010 · 
2011 · 
2012 · 
2013 · 
2014 · 
2015 · 
2016 · 
2017 · 
2018 · 
2019 · 
2020  · 
2021-2022 · 
2023 · 2024 · 2025